# Paysage d’Hiver
A Paysage d'Hiver egyszemélyes svájci black metal/ambient zenei projekt.

## Története
A projektet 1997-ben alapította Wintherr Schwarzenburg városában. A "Paysage d'Hiver" név franciául "téli tájat" jelent; a dalok szövegei is ezt tükrözik, amelyek a télről és a sötétségről szólnak. A "Wintherr" név szójáték: a Winter (tél) és a Herr (úr) szavak keresztezése. A Paysage d'Hiver első nagylemeze 2020-ban jelenik meg, Im Wald címmel. Wintherre főleg a Burzum Filosofem és Hvis Lyset Tar Oss albumai voltak hatással.

## Tagok
- Wintherr - ének, összes hangszer (1997-)

## Diszkográfia

### Demók
- Steineiche (1998)
- Schattengang (1998)
- Die Festung (1998)
- Kerker (1999)
- Paysage d'Hiver (1999)
- Kristall & Isa (2000)
- Winterkälte (2001)
- Nacht (2004)
- Einsamkeit (2007)
- Das Tor (2013)

### Nagylemezek
- Im Wald (2020)

### Split lemezek
- Schnee / Das Winterreich (2003)
- Paysage d'Hiver / Lunar Aurora (2004)
- Somewhere Sadness Wanders / Schnee (IV) (2017)
- Paysage d'Hiver / Nordlicht (2017)